# Uwe Jens Wandel
Uwe Jens Wandel (* 31. Oktober 1943 in Tübingen; † 2022) war ein deutscher Historiker und Archivar.

## Leben
Nach der Promotion zum Dr. phil. 1974 an der Eberhard Karls Universität Tübingen absolvierte er die Archivschule Marburg. Er war Leiter des Staatsarchivs Gotha. Er war ab 2003 wissenschaftlicher Mitarbeiter am Hauptstaatsarchiv Weimar. Er war Mitglied der Historischen Kommission für Thüringen.

## Schriften (Auswahl)
- mit Volker Schäfer: Familienarchiv Autenrieth (1760–1917). Korrespondenzen, Manuskripte und andere Privatpapiere aus 5 Generationen. Tübingen 1975.
- Verdacht von Democratismus? Studien zur Geschichte von Stadt und Universität Tübingen im Zeitalter der Französischen Revolution. Tübingen 1981.
- Achthundert Jahre Urbach. Aus der wechselvollen Geschichte einer Remstalgemeinde. Stuttgart 1981.
- Wie erforsche ich die Geschichte (m)eines Hauses?. Schorndorf 1984.
- Findbuch für das Archiv der ehem. Fingerhutfabrik Gebr. Gabler. Schorndorf 1984.
- Schorndorf, Stadtrundgang. Schorndorf 1987.
- mit Karl-Heinz Rueß: Frauenprotest 1688. Die Schorndorfer und Göppinger Weiber. Eine Ausstellung der Stadtarchive Schorndorf und Göppingen im Städtischen Museum Göppingen vom 22. September bis 30. Oktober 1988, im Rathaus Schorndorf vom 12. November bis 18. Dezember 1988. Katalog. Schorndorf 1988.
- Gotha und der heilige Gotthard. Vom Schutzpatron zum Maskottchen. Gotha 2011.